# Obsjtina Părvomaj
Obsjtina Părvomaj (bulgariska: Община Първомай) är en kommun i Bulgarien.   Den ligger i regionen Plovdiv, i den centrala delen av landet, 170 km öster om huvudstaden Sofia.
Obsjtina Prvomaj delas in i:
- Brjagovo
- Bjala reka
- Vinitsa
- Voden
- Gradina
- Dragojnovo
- Dălbok izvor
- Ezerovo
- Iskra
- Karadzjalovo
- Krusjevo
- Bukovo
- Pravoslaven
- Tatarevo